# Dalgi Del
Dalgi Del (Bulgaars: Дълги дел) is een dorp in het noordwesten van Bulgarije in de gemeente Georgi Damjanovo in oblast Montana, niet ver van de Servische grens. De dichtstbijzijnde nederzettingen zijn Govedzja (4 km) en Diva Slatina (6 km). De stad Montana ligt op 34 km afstand, terwijl de afstand naar Sofia 128 km bedraagt.  

## Bevolking
Sinds december 1946, toen er een maximum van 1.056 inwoners geregistreerd werden, is de bevolking vrij intensief afgenomen. Op 31 december 2019 telde het dorp 156 inwoners, bijna zeven keer minder dan in 1946.
In de volkstelling van februari 2011 identificeerden 187 personen zichzelf als Bulgaren (98%), gevolgd door 4 Roma (2%).